# Can Boter (Vallromanes)
Can Boter és un edifici del municipi de Vallromanes (Vallès Oriental) que forma part de l'Inventari del Patrimoni Arquitectònic de Catalunya.

## Descripció
És un edifici civil, una casa que es troba adossada tant per la banda esquerra a dues construccions independents. La seva teulada és de teula i només un aiguavés, ja que s'ha construït en un annex a la part superior d'aquesta. La façana apareix dividida en tres parts ben diferenciades: la porta d'accés, un balcó superior i entre ambdós elements una petita obertura emmarcada amb quatre blocs de pedra. Sobre la llinda s'hi troba una creueta inscrita dins d'un triangle i gravada sobre la pedra. L'angle dret de la façana té un acabament de blocs de pedra. La resta és arrebossada.
Existeixen documents històrics que permeten de datar la casa, conservats per la propietària.